# Arthur Ymele Feudjio
Arthur Yalin Ymele Feudjio (10 juni 1998) is een Nederlands voetballer van Kameroense afkomst die als middenvelder voor FK Riteriai speelt.

## Carrière
Arthur Ymele Feudjio speelde in de jeugd van Velocitas 1897, GVAV-Rapiditas, FC Groningen, FC Emmen, sc Heerenveen en Almere City FC. In 2014 werd hij als vijftienjarige jeugdspeler van FC Emmen door trainer Joop Gall toegevoegd aan de eerste selectie. Hier trainde hij alleen mee, omdat hij nog te jong was om wedstrijden te mogen spelen. Via Jong Almere City FC, Be Quick 1887 en de Engelse amateurclubs Erith & Belvedere FC en Bury AFC kwam hij in 2021 bij het Litouwse FK Riteriai terecht. Hier debuteerde hij op 16 maart 2021 in het betaald voetbal, in de met 2-0 verloren uitwedstrijd tegen FK Žalgiris.

### Statistieken
| Seizoen                   | Club                | Land           | Competitie         | Competitie | Competitie | Beker | Beker | Totaal | Totaal |
| Seizoen                   | Club                | Land           | Competitie         | Wed.       | Dlp.       | Wed.  | Dlp.  | Wed.   | Dlp.   |
| ------------------------- | ------------------- | -------------- | ------------------ | ---------- | ---------- | ----- | ----- | ------ | ------ |
| 2017/18                   | Jong Almere City FC | Nederland      | Derde divisie Zat. | 9          | 0          | –     | –     | 9      | 0      |
| 2020/21                   | Bury AFC            | Engeland       | NWFCL              | 1          | 0          | 0     | 0     | 1      | 0      |
| 2021                      | FK Riteriai         | Litouwen       | A lyga             | 5          | 0          | 0     | 0     | 5      | 0      |
| Carrièretotaal            | Carrièretotaal      | Carrièretotaal | Carrièretotaal     | 15         | 0          | 0     | 0     | 15     | 0      |
| Bijgewerkt op 1 juli 2021 |                     |                |                    |            |            |       |       |        |        |